# Lancy
Lancy ist eine politische Gemeinde des Kantons Genf in der Schweiz.

## Geographie
Lancy befindet sich südlich der Rhone und besteht aus den beiden durch das Aire-Tal voneinander getrennten Stadtteilen Grand-Lancy und Petit-Lancy sowie mehreren Weilern (Pesay, Saint-Georges, La Tour, La Vendée, Le Pont Rouge), die mittlerweile einen zusammenhängenden Siedlungsraum bilden.
Das Stade de Genève, einer der Austragungsorte der Fussball-Europameisterschaft 2008, befindet sich auf dem Gemeindegebiet von Lancy.
Die Nachbargemeinden sind Onex, Plan-les-Ouates, Carouge und die Stadt Genf.

## Geschichte
In La Praille wurden 1936 Überreste aus der Jungsteinzeit entdeckt. Weitere Funde weisen auf eine permanente Besiedlung hin. Einige Funde machen einen römischen Ursprung der Strasse Genf–Carouge–Lancy–Seyssel–Lyon wahrscheinlich.
Lancy wird 1097 als Lanciaco in Verbindung mit dem gleichnamigen Geschlecht erstmals erwähnt. Die Familie der Lancy, Sacconay und Ternier (1317 Besitzer der Burg Bâtie-Meillé) sowie das Domkapitel Genf teilten sich in die verschiedenen Lehen der Pfarrei, in deren Besitz sie einander auch ablösten. In der Reformationszeit wurden die Güter des Kapitels von der Stadt Genf säkularisiert. 1589 wurde Lancy im Krieg zwischen Genf und Savoyen von den savoyischen Truppen besetzt und 1593 von den Genfern in einer Strafaktion dem Erdboden gleichgemacht. Die Festen La Tour und La Bottière, die mehrmals wieder aufgebaut wurden, stellen die einzigen Zeugnisse des Mittelalters dar.

### Religion

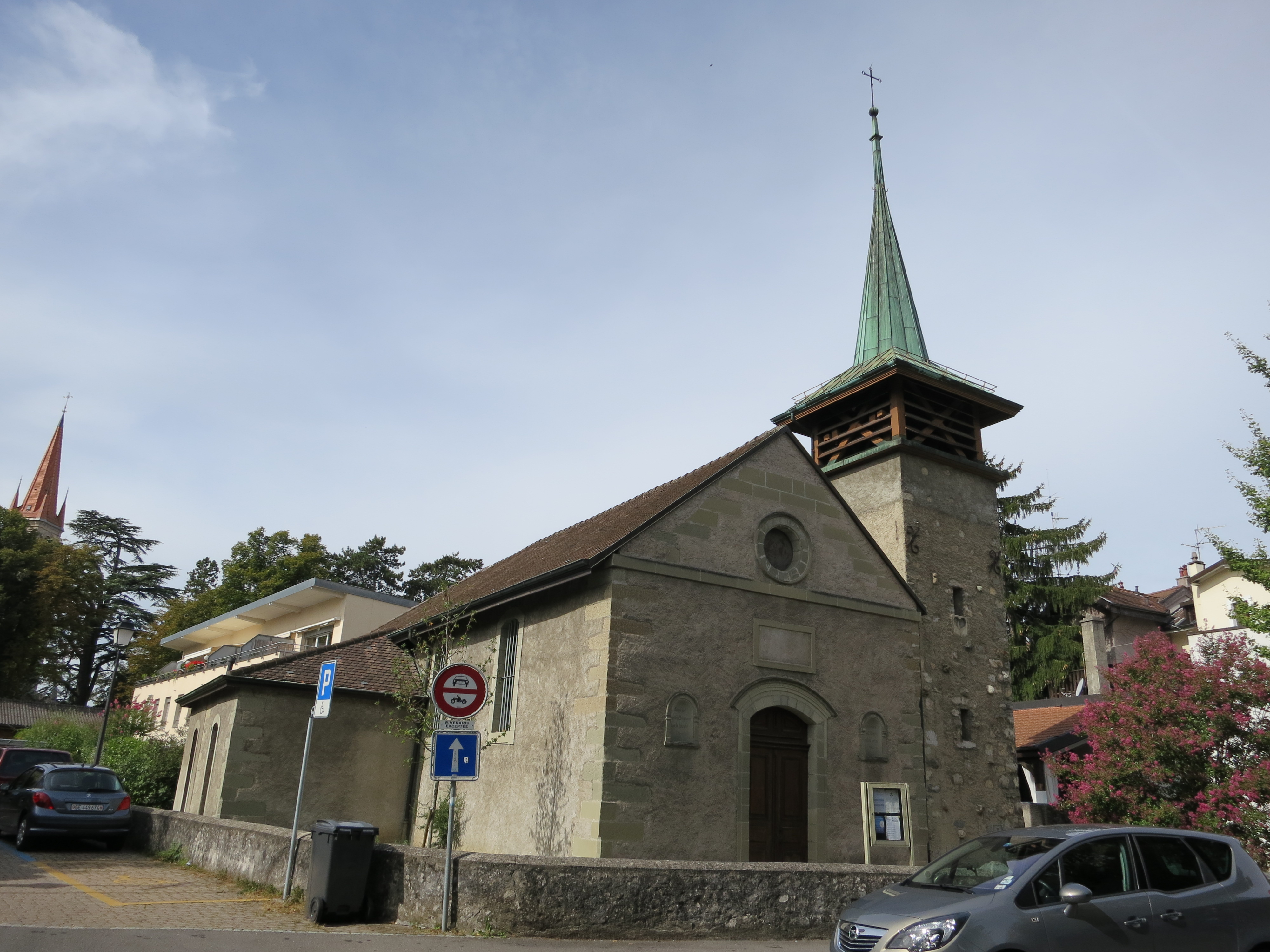
Dreifaltigkeitskirche

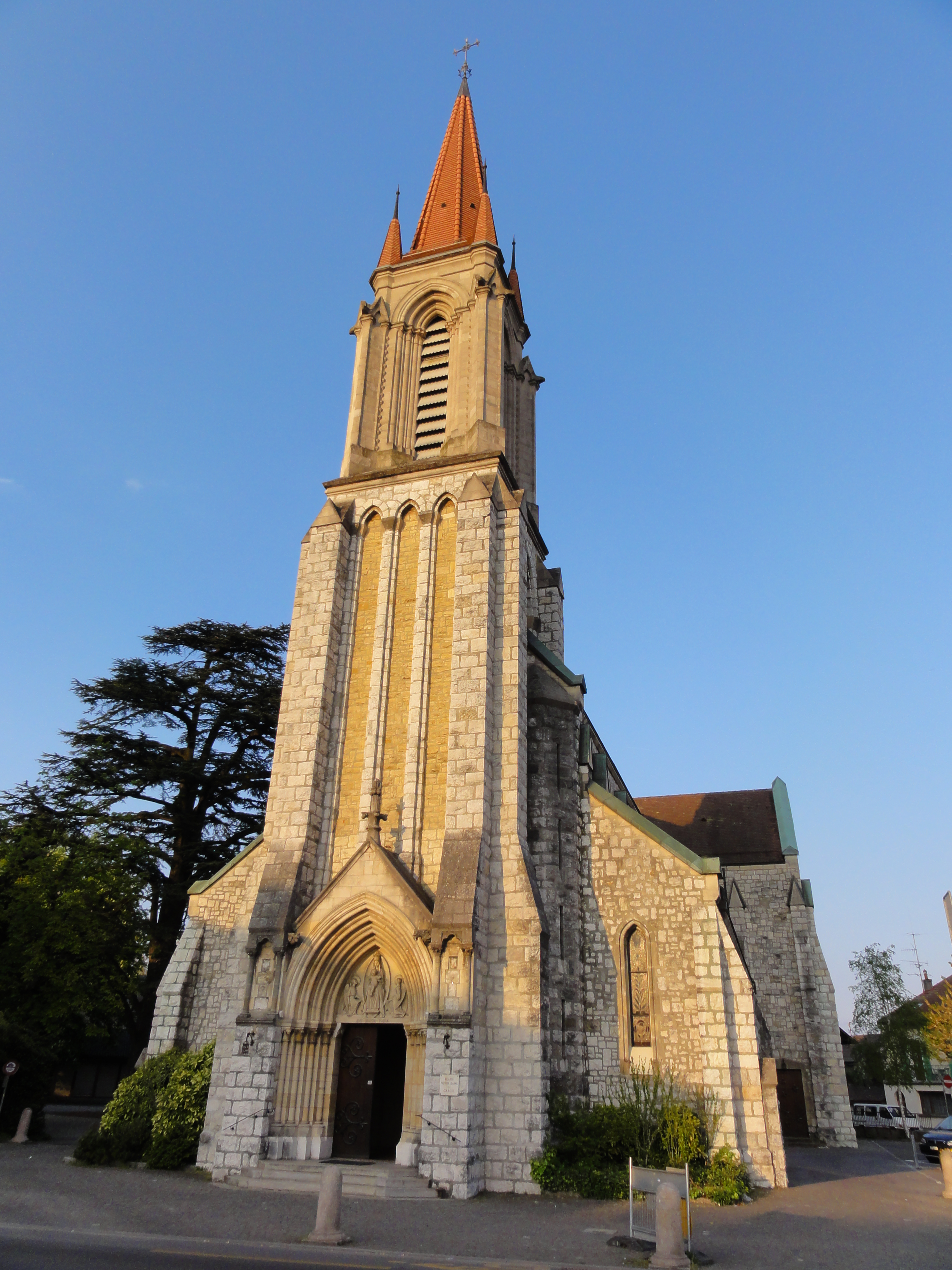
Kirche Notre-Dame-des-Grâces

1275 wird eine Marienkirche erwähnt, deren Ruinen auf einem Katasterplan von 1710 noch erkennbar sind. In der Reformationszeit wurde die Kirche den Protestanten zugewiesen. In einigen Weilern der Gemeinde lebten weiterhin Katholiken. 1664 gründete der Bischof von Genf Jean d'Arenthon d'Alex in Pesay die Kapelle des Jesuskinds, die um 1755 abgerissen wurde. 1731 bis 1732 liess der Pfarrer von Confignon in Grand-Lancy am Standort einer von 1699 bis 1707 erbauten Kapelle die Dreifaltigkeitskirche errichten. 1780 wurde Carouge von der Pfarrei Lancy abgetrennt; diese wurde um Saint-Georges und Petit-Lancy erweitert, die vorher zur Pfarrei Onex gehört hatten. Als savoyische Gemeinde (Königreich Piemont-Sardinien), die 1792 bis 1813 zu Frankreich gehört hatte, wurde Lancy im Vertrag von Turin von 1816 Genf zugesprochen. 1873 wurden die Römischkatholiken im Zuge des Kulturkampfes aus der Dreifaltigkeitskirche vertrieben. An ihrer Stelle übernahmen die Christkatholiken die Kirche. Neue Kultstätten erhielten die Reformierten 1912 mit der Kapelle von Petit-Lancy, 1912 bis 1913 die Römischkatholiken mit der Kirche Notre-Dame-des-Grâces.

### Wirtschaft
Ab 1366 bezeugte Ziegeleien sowie Kalköfen waren bis ins 16. Jahrhundert in Betrieb. Die in der Folge vorwiegend vom Ackerbau geprägte Gemeinde bildete zeitweilig ein wichtiges Zentrum der Landwirtschaft des Genferseegebiets. 1798 erwarb hier Charles Pictet de Rochemont ein Gut, auf dem er sich erfolgreich der Zucht von Merinoschafen und dem Maisanbau widmete; sein Beispiel fand einige Nacheiferer. 1817 bis 1819 liess er durch Jean-Pierre und Jean-Samuel Noblet ein Herrenhaus errichten (seit 1957 Mairie), das er um 1830 durch einen Anbau erweiterte (Maison de l'Horloge). 1829 wurden Grand-Lancy und Petit-Lancy durch die Gué-Holzbrücke miteinander verbunden, die 1835 durch eine steinerne Bogenbrücke ersetzt wurde. Der 1884 über die Arve gebaute Pont Saint-Georges stärkte die Verbindung von Lancy zu Genf. 1889 wurde eine Tramverbindung nach Genf eingerichtet, die 1950 durch einen Busdienst ersetzt wurde.

### Entwicklung zur Stadt

Luftbild von Werner Friedli, 1964

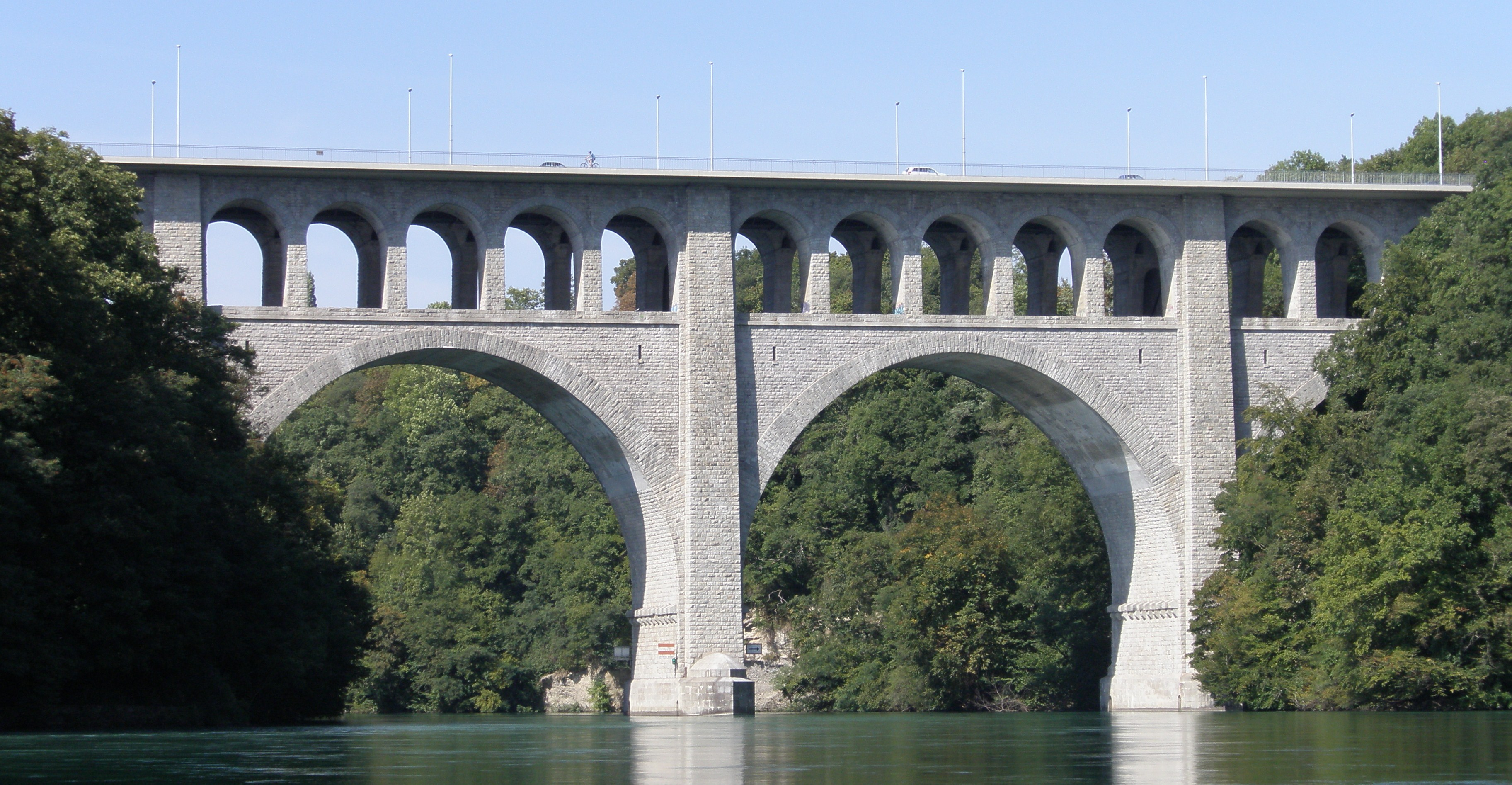
Pont Butin

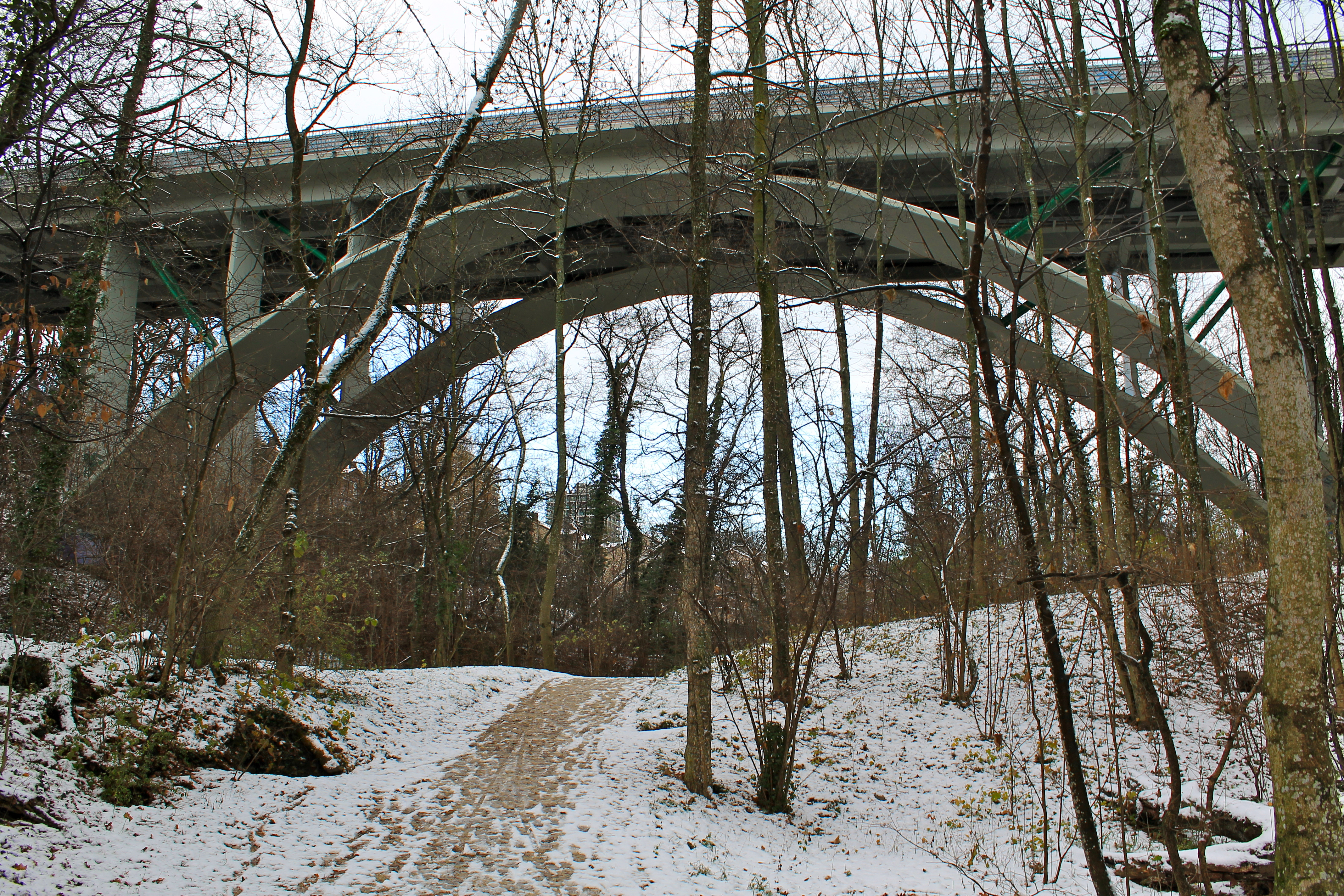
Pont de Lancy

Die Epargne-Gartenstadt, eine von der Genfer Sparkasse in Petit-Lancy erbaute Arbeitersiedlung, wurde 1899 fertiggestellt. 1931 entstand ein ähnliches Wohnquartier in Le Bachet-de-Pesay. Schon vor dem Ersten Weltkrieg wurden grosse Einfamilienhausquartiere errichtet. Der von der Société des exercices de l'arquebuse et de la navigation erbaute Schiessstand von Saint-Georges datiert von 1889. Auf dem Plateau von Saint-Georges wurde 1919 bis 1921 der erste permanente Flugplatz des Kantons angelegt und ein Linienflug nach Paris eingerichtet. Der 1924 erbaute Pont Butin über die Rhone ermöglichte den direkten Zugang zur Gemeinde von Aïre her. Im selben Jahr wurde Grand-Lancy an das Tramnetz angeschlossen. Nach der Teilkanalisierung der Drize und der Aire wurden die Feuchtgebiete von La Praille um 1935 bis 1938 trockengelegt. Der gleichnamige Güterbahnhof wurde 1941 bis 1949 errichtet, nachdem der Tunnel unter dem Stadtwald Bois de la Bâtie und der Viadukt La Jonction erstellt worden waren. Der 1954 vom Ingenieur Pierre Trembley erbaute Pont de Lancy ergänzte die das Aire-Tal querende Gué-Brücke. Die Fondation des terrains industriels Praille et Acacias bewirtschaftete 1958 die östliche Randzone der Gemeinde. Gleichzeitig verstärkte die Errichtung neuer Wohnquartiere südlich von Grand-Lancy (Les Palettes) und westlich von Petit-Lancy (La Caroline) den vorstädtischen Charakter der Gemeinde. 1963 erlangte Lancy mit 10'000 Bewohnern den Status einer Stadt. 2003 wurde in La Praille das Stade de Genève eröffnet. 2006 wurde Lancy erneut an das Genfer Tramnetz angebunden.

## Bevölkerung
| Bevölkerungsentwicklung | Bevölkerungsentwicklung | Bevölkerungsentwicklung | Bevölkerungsentwicklung | Bevölkerungsentwicklung | Bevölkerungsentwicklung | Bevölkerungsentwicklung | Bevölkerungsentwicklung | Bevölkerungsentwicklung | Bevölkerungsentwicklung | Bevölkerungsentwicklung | Bevölkerungsentwicklung |
| ----------------------- | ----------------------- | ----------------------- | ----------------------- | ----------------------- | ----------------------- | ----------------------- | ----------------------- | ----------------------- | ----------------------- | ----------------------- | ----------------------- |
| Jahr                    | 1482                    | 1518                    | um 1800                 | 1850                    | 1900                    | 1950                    | 2000                    | 2010                    | 2012                    | 2014                    | 2017                    |
| Einwohner               | 27                      | 24                      | 508                     | 778                     | 1918                    | 5792                    | 25'668                  | 28'631                  | 28'909                  | 30'919                  | 31'868                  |

Mit 36'229 Einwohnern (Stand 31. Dezember 2023) ist Lancy die drittgrösste Stadt des Kantons.

## Politik

### Legislative – Gemeinderat
- Grüne: 5
- SP: 10
- Mitte-GLP: 6
- FDP: 6
- MCG: 6
- SVP: 4

Die gesetzgeberische Gewalt wird durch den Munizipalrat (Conseil municipal) wahrgenommen. Er zählt 37 Sitze und wird alle fünf Jahre direkt vom Volk im Proporzwahlverfahren mit einer 7-Prozent-Hürde gewählt. Der Munizipalrat bestimmt das Stadtbudget und stimmt über Vorlagen der Stadtregierung (Conseil administratif) ab. Ausserdem kann er selber Vorstösse lancieren. Die oben stehende Grafik zeigt die Sitzverteilung nach den letzten Gemeindewahlen vom März 2025.

### Nationalratswahlen
Bei den Schweizer Parlamentswahlen 2019 betrugen die Wähleranteile in Lancy: Grüne 23,9 %, SP 17,2 %, SVP 13,6 %, FDP 12,2 %, MCG 9,2 %, CVP 8,5 %, Sol/POP 6,9 %, glp 5,0 %, EVP 1,0 %.

## Verkehr
In Lancy verkehrt der Trolleybus Genf, der vom Verkehrsunternehmen Transports publics genevois (TPG) betrieben wird. Zudem liegt Lancy an der Bahnstrecke Genève–Annemasse, die im Dezember 2019 als neue Stammstrecke des Léman Express in Betrieb ging. Bereits seit 2002 wird die Strecke auch im Personenverkehr befahren und die Haltestelle Lancy Pont-Rouge bedient.

## Wirtschaft
Lancy ist Sitz des Bauunternehmens Induni.

## Sehenswürdigkeiten
- La piscine[9]

## Grünflächen
In Lancy gibt es rund 30 Pärke mit einer Grünfläche von insgesamt 554'945 m². Seit 1. Januar 2019 ist die Gemeinde Bio-Suisse-zertifiziert.